# Trisektrix von Maclaurin

Definition anhand einer rotierenden Geraden

Definition anhand eines äußeren Kreises

Definition anhand zweier rotierenden Geraden

Die Trisektrix von Maclaurin, benannt nach Colin Maclaurin (1698–1746), ist eine ebene Kurve, die zur Dreiteilung von Winkeln verwendet werden kann (daher Trisektrix).

## Geometrische Definitionen
In der Literatur wird die Trisektrix von Maclaurin, sofern sie nicht lediglich als Parameterform oder Gleichung angegeben wird, meist als eine Ortskurve definiert. Dabei existiert jedoch keine Standardkonstruktion zur Erzeugung der Ortskurve, sondern es finden sich in der Literatur unterschiedliche geometrische Konstruktionen, die natürlich alle dieselbe Kurve erzeugen.

### Definition anhand einer rotierenden Geraden
Auf einer Geraden wählt man zunächst einen Punkt {\displaystyle O} und auf derselben Seite von {\displaystyle O} zwei weitere Punkte {\displaystyle A} und {\displaystyle B}, die von {\displaystyle O} den Abstand {\displaystyle 3a} beziehungsweise {\displaystyle 4a} besitzen. In {\displaystyle A} errichtet man eine Senkrechte und in {\displaystyle B} lässt man eine Gerade rotieren. Die rotierende Gerade schneidet die Senkrechte durch {\displaystyle A} in einem Punkt {\displaystyle E}, in diesem errichtet man eine Senkrechte zur rotierende Geraden. Diese Senkrechte schneidet die Parallele zur rotierenden Geraden durch {\displaystyle O} in einem Punkt {\displaystyle F}. Die Trisektrix ist nun die Ortskurve des Punktes {\displaystyle F}, die durch die Rotation der Geraden durch {\displaystyle B} entsteht.

### Definition anhand eines äußeren Kreises
Auf einem Kreis mit Radius {\displaystyle 2a}, Mittelpunkt {\displaystyle M} und Durchmesser {\displaystyle AB} lässt man einen Punkt {\displaystyle E} rotieren. Die Ortskurve des Schnittpunkts der Mittelsenkrechten der Strecke {\displaystyle EM} und der Geraden {\displaystyle EA} ist die Trisektrix von Maclaurin.

### Definition anhand zweier rotierender Geraden
Im Gegensatz zu den beiden vorangehenden Definitionen entsteht die Trisektrix nicht aus einer gleichförmigen Bewegung beziehungsweise Rotation, sondern aus zweien mit unterschiedlicher Geschwindigkeit. Auf einer Geraden wählt man zunächst wieder einen Punkt {\displaystyle O} und dann einen Punkt {\displaystyle M}, der von {\displaystyle O} den Abstand {\displaystyle 2a} besitzt. Nun lässt man in beiden Punkten Geraden mit einer gleichförmigen Geschwindigkeit rotieren, wobei die Gerade in {\displaystyle M} mit der dreifachen Geschwindigkeit der Geraden in {\displaystyle O} rotiert. Die Ortskurve des Schnittpunktes der beiden rotierenden Geraden ist die Trisektrix von Maclaurin.

## Gleichung und Parameterkurve
Legt man die Symmetrieachse der Trisektrix auf die x-Achse eines Koordinatensystems und platziert dabei den Doppelpunkt {\displaystyle O} aus den obigen Definitionen im Ursprung sowie die Punkte {\displaystyle A}, {\displaystyle B} und {\displaystyle M} in den entsprechenden Abständen von {\displaystyle O} auf der positiven x-Achse, so erhält man die folgenden Darstellungen als Gleichung oder Parameterkurve.

### Gleichung in Polarkoordinaten
{\displaystyle r=2a{\frac {\sin(3\varphi )}{\sin(2\varphi )}}=a\left(4\cos(\varphi )-{\frac {1}{\cos(\varphi )}}\right)}.

### Gleichung in kartesischen Koordinaten
{\displaystyle x(x^{2}+y^{2})=a(3x^{2}-y^{2})}.

### Parameterkurven
Als Parameterkurve {\displaystyle \gamma (t)={\begin{pmatrix}x(t)\\y(t)\end{pmatrix}}} mit trigonometrischen Funktionen erhält man ausgehend von der Gleichung in Polarkoordinaten die folgende Darstellung:
{\displaystyle \gamma :\left(0,{\frac {\pi }{2}}\right)\cup \left({\frac {\pi }{2}},\pi \right)\rightarrow \mathbb {R} ^{2}} mit {\displaystyle x(t)=a(\cos(\varphi )^{2}-1)} und {\displaystyle y(t)=a(2\sin(\varphi )-\tan(\varphi ))}
Es existiert auch eine Darstellung anhand rationaler Funktionen:
{\displaystyle \gamma :(-\infty ,\infty )\rightarrow \mathbb {R} ^{2}} mit {\displaystyle x(t)=a{\frac {3-t^{2}}{1+t^{2}}}} und :{\displaystyle y(t)=at{\frac {3-t^{2}}{1+t^{2}}}}

## Winkeldreiteilung
Zur Dreiteilung eines Winkels legt man einen Schenkel auf die Symmetrieachse der Trisektrix, so dass die Winkelspitze sich in {\displaystyle M} befindet, dabei ist {\displaystyle M} der Mittelpunkt aus der obigen Definition, das heißt, er liegt innerhalb der Schlaufe der Trisektrix und besitzt von ihrem Doppelpunkt {\displaystyle O} den Abstand {\displaystyle 2a}. Den Schnittpunkt {\displaystyle F} des anderen Schenkels mit der Trisektrix verbindet man mit dem Doppelpunkt {\displaystyle O}. Der Winkel {\displaystyle \angle MOF}, den diese Verbindungsstrecke mit der Symmetrieachse in {\displaystyle O} bildet, beträgt genau ein Drittel des Ausgangswinkels.

## Weitere Eigenschaften

Trisektrix (rot) als Fußpunkt-Kurve einer Parabel (grün) sowie eine Hyperbel (blau) als Inverse der Trisektrix und die Asymptote der Trisektrix (orange)

Die Trisektrix besitzt als Asymptote eine Gerade, die senkrecht auf der Symmetrieachse der Trisektrix steht und vom Doppelpunkt {\displaystyle O} den Abstand {\displaystyle a} besitzt. Für die obige Darstellung der Trisektrix im Koordinatensystem erhält man somit für die Asymptote:
{\displaystyle x=-a}
Die Inverse der Trisektrix (Spiegelung am Einheitskreis) ist eine Hyperbel mit der folgenden Gleichung:
{\displaystyle x=a(3x^{2}-y^{2})}
Die Trisektrix kann auch als Fußpunkt-Kurve einer Parabel erzeugt werden. So entstehen die obigen Darstellungen der Trisektrix im Koordinatensystem als Fußpunkt-Kurve der folgenden Parabel mit Pol im Ursprung:
{\displaystyle y^{2}=4a(x-3a)}
Die von der Schlaufe der Trisektrix eingeschlossene Fläche beträgt {\displaystyle 3{\sqrt {3}}a^{2}} Flächeneinheiten, wobei die Schlaufe eine Länge von näherungsweise {\displaystyle 8{,}2446532a} Längeneinheiten besitzt.